# Битва при Горгане (900)
Битва при Горгане — битва, произошедшая в 900 году между Алавидами Табаристана и Саманидами Хорасана в Горгане, на севере Ирана. Битва, произошедшая после вторжения Мухаммеда ибн Зейда в Хорасан, завершилась победой Саманидов и привела Табаристан под контроль Саманидов до восстановления правления Алавидов в 914 году. Однако, Мухаммад ибн Зейд был убит в бою, а его сын попал в плен.
Победа Саманидов также считалась победой суннитского Ислама над шиитским и праздновалась в Багдаде, столице Аббасидского Халифата.